# Georges Brice
Pour les articles homonymes, voir Brice.
Georges Brice , né le 20 septembre 1927 à Lomme et mort le 9 janvier 2007 à Lille, est un enseignant et homme politique français.

## Biographie
Né à Lomme, commune de la périphérie lilloise, en 1927, il entre dans la Résistance durant l'occupation allemande et s'engage dans le réseau « Voix du Nord ». Pour ces activités, il est décoré de la Croix du combattant volontaire de la Résistance et de la Médaille commémorative 39-45.
De retour à la vie civile, il s'installe à La Bassée où il est professeur de cours complémentaire puis de collège d'enseignement général. En 1958, il se présente aux élections législatives dans la cinquième circonscription du Nord sous l'étiquette UNR et bat au second tour le candidat socialiste Arthur Notebart avec 57,28 % des suffrages. Il intègre alors le groupe UNR à l'Assemblée nationale.
Cependant, avec huit autres députés gaullistes, il quitte celui-ci en octobre 1959 pour rejoindre le groupe RNUR, en profond désaccord avec la politique algérienne du général de Gaulle. À la fin de son mandat, à la suite de la disparition du groupe RNUR, il est éphémèrement non-inscrit. 
Sollicitant un nouveau mandat lors du scrutin législatif de 1962, il est candidat divers droite « d'union républicaine pour une politique de progrès » mais arrive seulement en cinquième et dernière position, très largement devancé par les candidats SFIO et UNR.
En 1970, il est élu conseiller général du canton de La Bassée puis l'année suivante, il figure sur la liste du maire sortant de La Bassée et entre au conseil municipal de la commune. Il est ensuite désigné premier adjoint au maire. 
Réélu au conseil général en mars 1972 à la suite d'une élection cantonale partielle, il est investi par l'Union des républicains de progrès dans la 5e circonscription pour les législatives de 1973 mais il est sévèrement battu par Arthur Notebart (PS-UGSD). En 1978 et 1981, il se représente aux législatives mais ne parvient pas à accéder au second tour. Deux ans plus tard, il retrouve le conseil municipal de La Bassée et siège dans l'opposition. Après avoir assuré des fonctions de direction dans des collèges de la région, il prend sa retraite au milieu des années 1980.
Membre du conseil régional, il est à nouveau candidat aux législatives de 1986 (scrutin proportionnel par département), 1988 – année où il perd son siège de conseiller général – et 1993 (11e circonscription), sans succès.
Retiré de la vie politique, il meurt à Lille le 9 janvier 2007.

## Détail des fonctions et des mandats
Mandat parlementaire
- 30 novembre 1958 - 9 octobre 1962 : député de la 5e circonscription du Nord

Mandats locaux
- 1970 - 1988 : conseiller général du canton de La Bassée
- 1971 - 1977 : adjoint au maire de La Bassée
- à partir de 1983 : conseiller municipal de La Bassée

## Décorations
- Chevalier de l'Ordre national du Mérite
- Commandeur des Palmes académiques
- Titulaire d'une médaille commémorative de la guerre de 1939-1945
- Croix du combattant volontaire de la Résistance